# Toporu
Toporu est une commune roumaine située dans le județ de Giurgiu.